# Solan (stad)

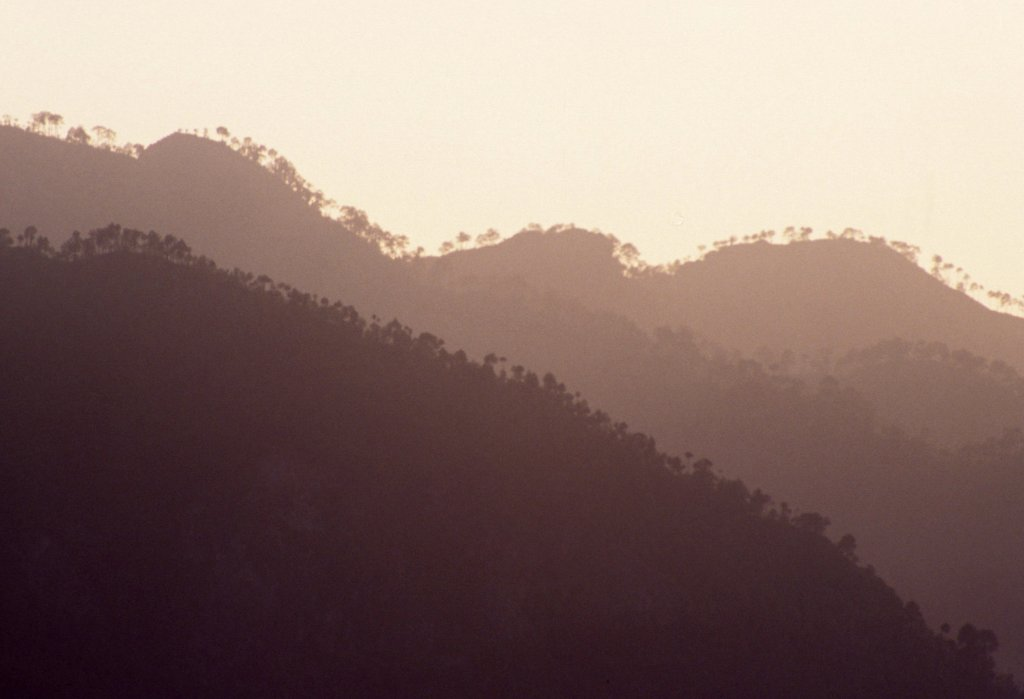
De Siwaliks bij Solan.

Solan is de naam van een stad en de omringende gemeente in het district Solan in de Indiase deelstaat Himachal Pradesh. De stad ligt in de Siwaliks en is bekend om Mohan Meakin's Brewery.

## Geografie
Solan ligt op 1467 m hoogte in de Siwaliks en in het zeldzame geval wil het er 's winters weleens sneeuwen. 's Zomers is de temperatuur koeler dan in de vlakte naar het zuiden. De stad ligt aan de Indiase National Highway 22 die Shimla met Chandigarh verbindt. Boven Solan ligt de top van de berg Karol, waarvandaan de zendmast bij Kasauli te zien is.
Vanaf Solan is het in zuidelijke richting 68 kilometer naar Chandigarh. Het smalspoortreintje van Kalka naar Shimla stopt ook in Solan. Als snel vervoermiddel is de trein niet erg geschikt maar veel reizigers nemen de trein vanwege de uitzichten langs de route.

## Demografie
In de census van 2001 had Solan 34.199 inwoners, waarvan 56% mannelijk en 44% vrouwelijk. Alfabetisme is 82%, onder mannen 84% en onder vrouwen 80%. 10% van de bevolking is onder de 6 jaar oud.

## Bezienswaardigheden
Zo'n 15 km van Solan, bij Nauni, liggen de Dr. Yashwant Singh Parmar University of Horticulture and Forestry, een gurkhafort en een Tibetaans klooster. Solan is verder bekend om zijn Shoolini Mata tempel voor de godin Shoolini, waar de naam Solan een verbastering van is.
Veel toeristen reizen door Solan op weg naar het hill station Kasauli.

## Geschiedenis
In 1920, tijdens de Ierse Onafhankelijkheidsoorlog, muitten de Ierse soldaten in het Britse leger in Solan. In de daaropvolgende confrontatie met het Britse leger werden twee muiters doodgeschoten voordat de rust terugkeerde. De leider van de opstand kwam voor het executiepeloton en diverse andere Ierse soldaten kregen lange gevangenisstraffen.